# Raketa (Schiffstyp)

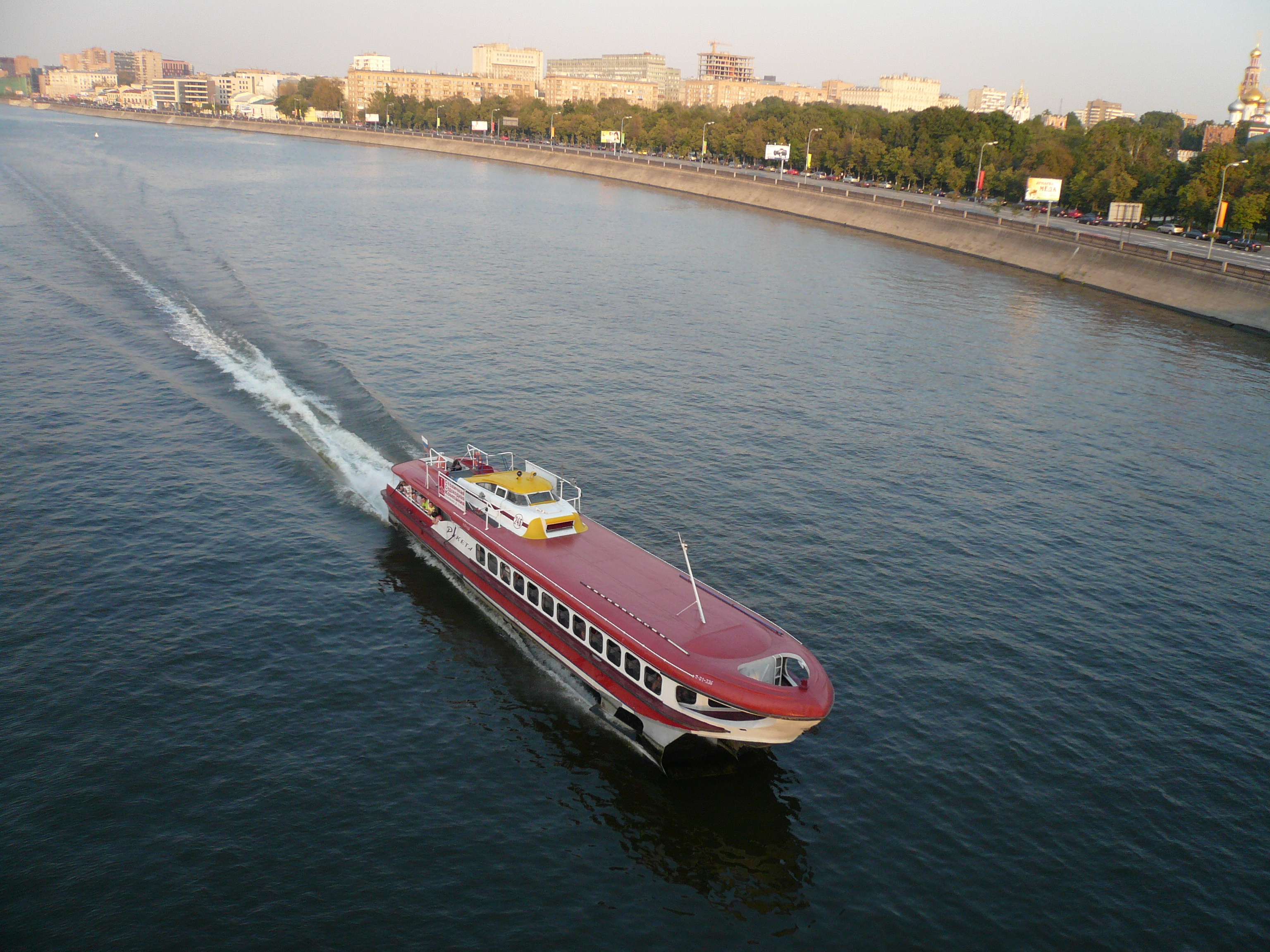
Raketa auf der Moskwa (2008)

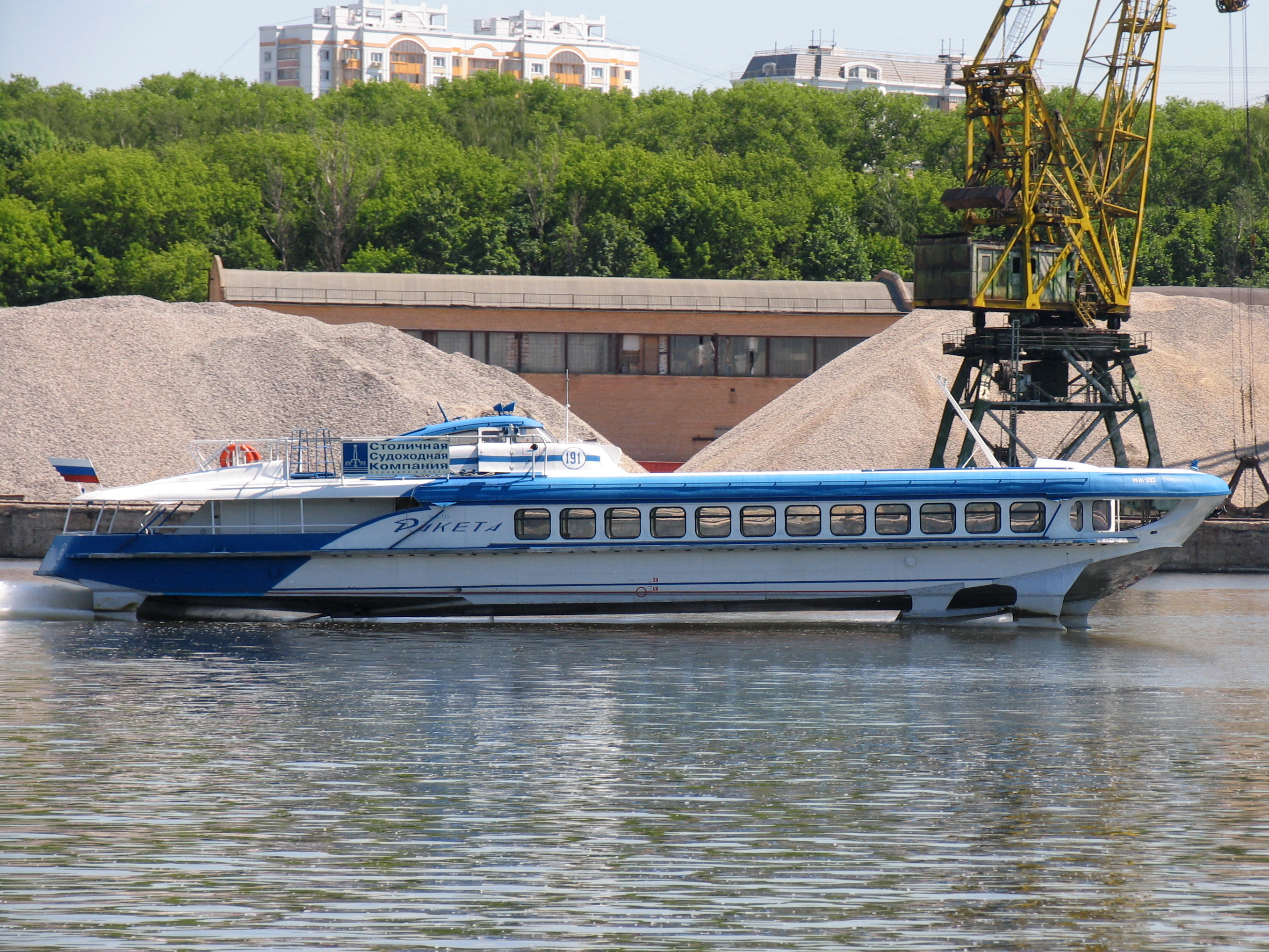
Raketa im Profil (2012)

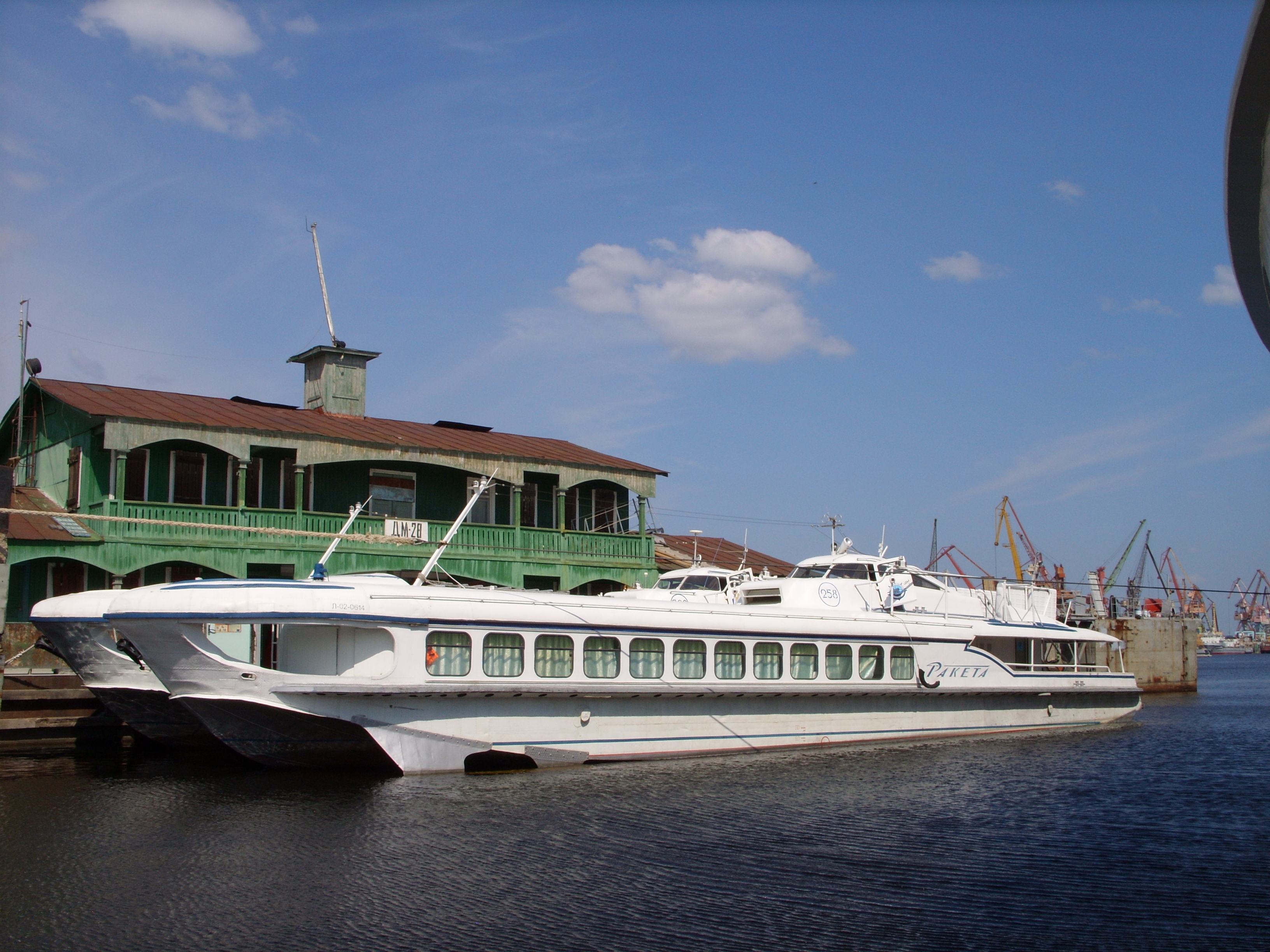
Zwei Raketa am Kai (2014)

Die Raketa, russisch „Rakete“, ist eine Baureihe eines Tragflügelboots, das in großer Stückzahl hergestellt wurde. 

## Geschichte
In den 1940er Jahren wurden vom russischen Schiffbauingenieur und Konstrukteur Rostislaw Jewgenjewitsch Alexejew u. a. Panzer und Tragflügel-Kampfboote entwickelt und konstruiert. Bis zum Kriegsende wurden seine Tragflügelboote nicht produziert, erst danach erhielt die sowjetische Flotte derartige Schiffe. Unter seiner Leitung wurde auch das Tragflügelboot vom Typ Raketa konstruiert und gebaut. Im August 1957 folgte die Jungfernfahrt dieses für den Transport von Passagieren entwickelten Bootes von Gorki nach Kasan.
Die Raketa gilt als das erste in großer Serie gebaute Tragflügelboot für den öffentlichen Passagierverkehr und wurde vorwiegend auf russischen Flüssen eingesetzt. Von dieser ersten Serie wurden von der sowjetischen Schiffswerft Krasnoje Sormovo, Gorki ab 1957 rund 100 Boote gebaut und abgeliefert. Viele davon wurden in die Ostblockstaaten, nach Österreich und in die Bundesrepublik Deutschland exportiert. Einzelne Boote waren über zwanzig Jahre im Einsatz, so auch die bei der deutschen Köln-Düsseldorfer Deutsche Rheinschiffahrt (KD) auf dem Rhein eingesetzte Rheinpfeil (spätere Serie ab 1970), die ab 1972 rund 25 Jahre in Betrieb war. Insgesamt wurden über 400 Boote vom Typ Raketa in mehreren Serien gebaut. Der Typ Wos'chod löste den Typ Raketa ab.

## Daten
Dieser Bootstyp mit voll eingetauchten stufenförmigen Tragflächen hat eine Länge von 27 Metern und wurde ab 1956 nur in der Sowjetunion gebaut. Es bietet je nach Ausstattung für 60 bis 65 Personen Platz. Mit einer Verdrängung von 27 t, einer Tragfähigkeit von 7 t und der Antriebsleistung von 650 kW wird eine Geschwindigkeit von 32 kn, also rund 58 km/h erreicht. Die Breite beträgt 5 m, der Tiefgang schwimmend 1,8 m und bei der Fahrt auf den Tragflügeln rund 1,1 m.